# ミシェル・ダフ
ミシェル・ダフ (Michelle Duff、1939年12月13日 - 2025年7月23日）は、カナダ出身の元オートバイレーサー。世界グランプリで初めて優勝したカナダ人である。レーサーとして引退後は、トランス女性である事を公表し、作家、写真家として活動している。現役時代は出生名であるマイク・ダフまたはマイケル・ダフ（Michael Duff）として活動していた。

## 経歴

### グランプリライダー
オンタリオ州のトロントで生まれたダフは、15歳となった1955年にレースを始めた。1957年に当時もっとも速い市販ロードレーサーであったノートン・マンクスを手に入れると、カナダのローカルレースでいくつか勝利を収めるようになった。1960年に本格的にレース活動をするためにイギリスに渡り、結果はリタイヤに終わったもののマン島TTレースでグランプリ初出場を果たす。しかし、この年出場したオールトンパーク ( en:Oulton Park ) で行われたイギリス選手権のレースでクラッシュして怪我を負い、このアクシデントでレースを続ける自信を失ったダフはカナダに帰国してしまった。
しばらくトロントの工場で働いていたダフだったがやがてレースへの情熱が甦り、翌1961年、500ccのマチレス・G50と350ccのAJS・7Rを購入して再びヨーロッパに戻った。500ccクラスと350ccクラスに出場したマン島TTでは両クラスとも下位に沈んだが、ベルギーGPの500ccクラスに出場して4位入賞したことで自信を取り戻し、以後はたびたびグランプリで入賞する走りを見せるようになる。1962年にはマン島TTの500ccクラスではクランクシャフトのトラブルでリタイヤするまでは2位を走り、350ccクラスでは5位に入賞した。翌1963年もコンスタントにポイントを獲得し、フィンランドGPの500ccクラスでは初めての3位表彰台を獲得してランキングでも6位となってシーズンを終えている。
1964年、引き続きマチレスとAJSで500cc・350ccクラスに参戦する一方、日本のヤマハと250ccのマシンに乗る契約を交わす。そしてこの年のベルギーGPで、北米出身のライダーとしても初めてとなるグランプリ初優勝を飾り、250ccクラスランキング4位でシーズンを終えた。また350ccクラスでは、優勝こそなかったものの4度表彰台に上る活躍でランキング3位となった。私生活ではこの時期にフィンランド人の女性と最初の結婚をしており、2人の子供をもうけている。

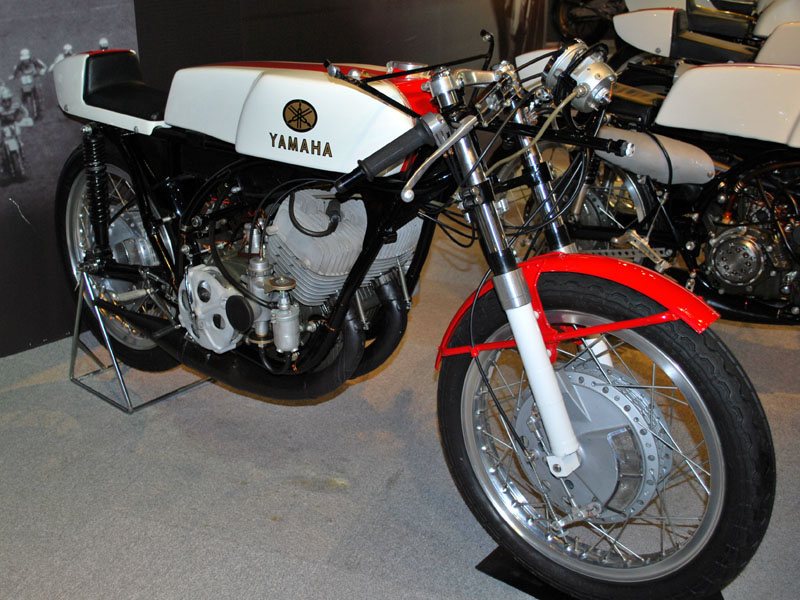
ランキング2位になった1965年に乗ったヤマハRD56

続く1965年はダフにとってはレーシングライダーとしてのベストシーズンとなった。前年に続いてヤマハのワークスライダーとして250ccクラスに出場したダフは、開幕戦のアメリカGPで2位となったのを皮切りに第10戦までに8度表彰台に上る安定した強さを発揮し、第11戦フィンランドGPでは優勝を飾って同じヤマハのエースライダーであるフィル・リードに続くシーズンランキング2位を獲得したのである。この年は125ccクラスにもヤマハから出場し、ダッチTTで優勝もしている。しかしこの年のシーズン終盤、ヤマハが新しく開発した250cc水冷V4エンジンのRD05のテスト中に転倒し、骨盤と股関節を骨折する重傷を負うというアクシデントがあった。
翌1966年は前年の怪我の影響でレースに復帰したのが6月に入ってからと出遅れ、ヤマハの新しいV4にはすでにフィル・リードとビル・アイビーが乗っており、ダフに与えられたのは旧い2気筒のマシンだった。結局この年はマシンと自身の体の両方の問題に苦しみ続け、125ccクラスと250ccクラスの双方でランキング9位に終わった。ダフはこの年限りでヤマハを離れて翌シーズンはAJSとマチレスのマシンでプライベーターとしてグランプリに出場したが、プロライダーとしての限界を感じて1967年シーズンを最後にグランプリからの引退を決意した。この年にカナダ建国100周年を記念して1度だけ開催されたカナダGPで3位となったのが、ダフのグランプリにおける最後の記録となった。

### グランプリ引退後
最初の妻と別れてカリフォルニアに渡ったダフは、サイクル・ワールド誌 ( en:Cycle World ) の編集者として働くかたわらでカナダやアメリカのレースへの出場を続けた。1968年にはデイトナ200で3位となり1969年にはカナダ国内選手権で250cc・500cc・750ccの3クラスを制覇する活躍をしていたが、1969年の終わりに完全にレース活動から身を引くとヤマハのオートバイとスノーモービルを扱うディーラーを始めた。同時期には2度目の結婚をしている。しかしカナダのオートバイ市場の冷え込みを予測すると、1978年にはディーラーからオートバイのエンジンを扱う工場の経営に転業した。
1984年、長年性同一性障害に苦しんできたダフは女性として生きることを決心し、工場を閉めて妻と別れ、ブランプトンの家を出てトロントのダウンタウンに移り住んだ。そしてベルギーで性別適合手術を受け、名前をミシェル・アン・ダフ ( Michelle Ann Duff ) と変えてオートバイレーサー時代のことを綴った自叙伝の執筆を始めた。この自叙伝は“The Mike Duff Story: Make Haste Slowly”のタイトルで1999年に出版され、特にモーターサイクル業界で高い評価を得た。その後は子供向けのオートバイの本や、動物の写真集などを出版している。

## 主な戦績

### ロードレース世界選手権
1950年から1968年までのポイントシステム
| 順位     | 1 | 2 | 3 | 4 | 5 | 6 |
| ポイント | 8 | 6 | 4 | 3 | 2 | 1 |

- 凡例
- ボールド体のレースはポールポジション、イタリック体のレースはファステストラップを記録。

| 年   | クラス | マシン   | 1      | 2      | 3      | 4      | 5      | 6     | 7     | 8     | 9     | 10     | 11    | 12    | 13    | ポイント | 順位 | 勝利数 |
| ---- | ------ | -------- | ------ | ------ | ------ | ------ | ------ | ----- | ----- | ----- | ----- | ------ | ----- | ----- | ----- | -------- | ---- | ------ |
| 1960 | 500cc  | ノートン | FRA -  | IOM NC | NED -  | BEL -  | GER -  | ULS - | ITA - |       |       |        |       |       |       | 0        | -    | 0      |
| 1961 | 350cc  | AJS      | GER -  |        | IOM 15 | NED -  |        | DDR - | ULS 6 | ITA - | SWE 6 |        |       |       |       | 2        | 17位 | 0      |
| 1961 | 500cc  | マチレス | GER -  | FRA -  | IOM 14 | NED -  | BEL 4  | DDR - | ULS - | ITA - | SWE 5 | ARG -  |       |       |       | 5        | 11位 | 0      |
| 1962 | 350cc  | AJS      | IOM 5  | NED -  |        | ULS 6  | DDR 5  | ITA - | FIN - |       |       |        |       |       |       | 5        | 9位  | 0      |
| 1962 | 500cc  | マチレス | IOM NC | NED -  |        | ULS -  | DDR -  | ITA - | FIN - |       |       |        |       |       |       | 0        | -    | 0      |
| 1963 | 125cc  | ブルタコ | SPA 6  | GER -  | FRA -  | IOM NC | NED -  | BEL - | ULS - | DDR - | FIN - | ITA -  | ARG - | JPN - |       | 3        | 16位 | 0      |
| 1963 | 125cc  | MZ       | SPA -  | GER -  | FRA -  | IOM -  | NED -  | BEL - | ULS - | DDR 5 | FIN - | ITA -  | ARG - | JPN - |       | 3        | 16位 | 0      |
| 1963 | 350cc  | AJS      |        | GER -  |        | IOM 6  | NED -  |       | ULS 4 | DDR 6 | FIN - | ITA -  |       |       |       | 5        | 9位  | 0      |
| 1963 | 500cc  | マチレス |        |        |        | IOM 4  | NED -  | BEL - | ULS 6 | DDR 4 | FIN 3 | ITA -  | ARG - |       |       | 11       | 6位  | 0      |
| 1964 | 250cc  | ヤマハ   | USA -  | SPA -  | FRA -  | IOM NC | NED 5  | BEL 1 | GER 3 | DDR - | ULS - |        | ITA 2 | JPN - |       | 20       | 4位  | 1      |
| 1964 | 350cc  | AJS      |        |        |        | IOM 3  | NED 5  |       | GER 3 | DDR 3 | ULS 2 | FIN 5  | ITA 5 | JPN - |       | 20       | 3位  | 0      |
| 1964 | 500cc  | マチレス | USA 4  |        |        | IOM NC | NED -  | BEL - | GER - | DDR 2 | ULS - | FIN 2  | ITA 4 |       |       | 18       | 4位  | 0      |
| 1965 | 125cc  | ヤマハ   | USA -  | GER -  | SPA -  | FRA -  | IOM 3  | NED 1 |       | DDR - | TCH - | ULS -  | FIN - | ITA - | JPN - | 12       | 6位  | 1      |
| 1965 | 250cc  | ヤマハ   | USA 2  | GER 2  | SPA 3  | FRA -  | IOM 2  | NED 3 | BEL 3 | DDR - | TCH 2 | ULS 2  | FIN 1 | ITA - | JPN - | 42       | 2位  | 1      |
| 1965 | 350cc  | AJS      |        | GER -  |        |        | IOM NC | NED - |       | DDR - | TCH - | ULS -  | FIN - | ITA - | JPN - | 0        | -    | 0      |
| 1965 | 500cc  | マチレス | USA -  | GER -  |        |        | IOM 3  | NED - | BEL - | DDR - | TCH - | ULS -  | FIN - | ITA - |       | 4        | 11位 | 0      |
| 1966 | 125cc  | ヤマハ   | SPA -  | GER -  |        | NED 6  |        | DDR - | TCH - | FIN - | ULS - | IOM 4  | ITA - | JPN - |       | 4        | 9位  | 0      |
| 1966 | 250cc  | ヤマハ   | SPA -  | GER -  | FRA -  | NED -  | BEL 5  | DDR 3 | TCH 4 | FIN - | ULS - | IOM NC | ITA - | JPN - |       | 9        | 9位  | 0      |
| 1966 | 500cc  | マチレス |        | GER -  |        | NED -  | BEL -  | DDR - | TCH - | FIN - | ULS - | IOM NC | ITA - |       |       | 0        | -    | 0      |
| 1967 | 350cc  | AJS      | GER -  | IOM NC | NED -  |        | DDR -  | TCH - |       | ULS - | ITA - |        | JPN - |       |       | 0        | -    | 0      |
| 1967 | 500cc  | マチレス | GER -  | IOM NC | NED -  | BEL -  | DDR -  | TCH - | FIN - | ULS - | ITA - | CAN 3  |       |       |       | 4        | 11位 | 0      |